# 도곡중학교 (경기)
도곡중학교(道谷中學校)는 대한민국 경기도 평택시 포승읍 도곡리에 있는 공립 중학교이다.

## 학교 연혁
- 2007년 1월 8일 : 도곡중학교 설립인가
- 2007년 3월 1일 : 초대 임명균 교장 취임
- 2007년 3월 2일 : 2007학년도 입학식(4학급 126명)
- 2008년 2월 13일 : 제1회 졸업식(1학급 21명)
- 2023년 12월 29일 : 제17회 졸업식(5학급 132명)
- 2024년 3월 1일 : 제8대 류지윤 교장 취임
- 2024년 3월 4일 : 입학식 (6학급 150명)

## 참고 자료
- 도곡중학교 - 한국교육학술정보원 학교알리미